# تر آر
تر آر (به هلندی: Ter Aar) یک منطقهٔ مسکونی در هلند است که در نیوکوپ واقع شده‌است. تر آر ۹٬۰۰۷ نفر جمعیت دارد.